# Petro Priadun
Petro Mykołajowycz Priadun, ukr. Петро Миколайович Прядун, ros. Пётр Николаевич Прядун, Piotr Nikołajewicz Priadun (ur. 27 listopada 1954 we wsi Krasnołuka, w obwodzie tarnopolskim, Ukraińska SRR, zm. 13 października 2014 w USA) – ukraiński piłkarz, grający na pozycji napastnika.

## Kariera piłkarska

### Kariera klubowa
Rozpoczął karierę piłkarską w amatorskiej drużynie Cukrowyk Łanowce. Następnie służył w wojsku, grając w klubie SKA Iwano-Frankiwsk. Po zwolnieniu wojska pracował jako kierowca autobusu, a w międzyczasie występował w amatorskim zespole ze Zbarażu, który nazywał się Charczowyk, a później Ełektron. W 1979 został zaproszony do Nywy Podhajce. W 1981 próbował swoich sił w drugoligowym klubie Podilla Chmielnicki, ale po 4 meczach powrócił do Nywy, która w 1982 przeniosła się do Brzeżan, a w 1985 do Tarnopola. Ogółem 279 razy wychodził na boisko we Wtoroj lidze ZSRR, strzelając 92 gola. W 1989 zakończył karierę piłkarską w wieku 35 lat. Potem jeszcze grał w amatorskich zespołach Krystał Czortków i Zoria Chorostków.

## USA
Po zakończeniu kariery zawodniczej na początku 1991 wyjechał na stałe do USA. Pracował w fabryce samochodów. 13 października 2014 roku zmarł w wieku 60 lat

## Nagrody i odznaczenia

### Sukcesy klubowe
- wicemistrz Wtoroj ligi ZSRR: 1987
- zdobywca Pucharu Ukraińskiej SRR spośród drużyn amatorskich: 1980

### Sukcesy indywidualne
- król strzelców Wtoroj ligi ZSRR: 41 goli (1982)